# 暹粒吴哥国际机场
暹粒吳哥國際機場是柬埔寨暹粒省索尼貢縣的一個國際機場。機場位於Damdek東北約18公里，吳哥窟以東約40公里及暹粒以東向50公里。該機場也是柬埔寨最大的機場。暹粒吳哥國際機場總面積達到700公頃，並設有3600米長的跑道。機場可以處理每年65,800架次航班與每年700萬人次進出，預計到了2040年將增至每年112,700架次和1200萬人次進出。

## 歷史
暹粒吳哥國際機場的興建源於原有的暹粒國際機場無法處理更大的客流量，同時由於過於接近歷史古蹟吳哥窟，造成該地區不少的污染和破壞。新機場規劃於2010年啟動，而中國雲南航空產業投資集團於2016年12月獲選興建新機場。新機場根據一項為期55年的BOT模式協議興建。
新機場工程於2018年7月開工，但受到2019冠狀病毒病疫情及勞工短缺影響延誤，最後新機場於2023年10月16日啟用，原有的暹粒國際機場隨即關閉。

## 航空公司與航點
| 航空公司       | 目的地                             |
| -------------- | ---------------------------------- |
| 天空吳哥航空   | 首爾-仁川                          |
| 柬埔寨亞洲航空 | 金邊、施亞努                       |
| 柬埔寨国家航空 | 河內、金邊、施亞努、胡志明市、峴港 |
| 中国东方航空   | 上海-浦東、昆明                    |
| 中国南方航空   | 廣州                               |
| 老撾航空       | 巴色                               |
| 亞洲航空       | 吉隆坡                             |
| 新加坡航空     | 新加坡                             |
| 泰国亚洲航空   | 曼谷-廊曼                          |
| 泰國國際航空   | 曼谷-蘇凡納布                      |
| 曼谷航空       | 曼谷-蘇凡納布                      |
| 越南航空       | 河內、胡志明市、龍坡邦             |
| 越捷航空       | 河內                               |
| 阿聯酋航空     | 曼谷/蘇凡納布、杜拜                |